# Cantone di Atahualpa
Il Cantone di Atahualpa è un cantone dell'Ecuador che si trova nella Provincia di El Oro.
Il capoluogo del cantone è Paccha.

## Suddivisione
Il cantone è suddiviso in sei parrocchie (parroquias):
- Parrocchia urbana: Paccha
- Parrocchie rurali:  Ayapamba, Milagro, San José, Coordoncillo e San Juan de Cerro Azul.